# Erik Schultz-Eklund
Karl Erik Mats Schultz-Eklund, född 14 augusti 1990 i Avesta, är en svensk fotbollsspelare (ytterback) i Avesta och var ungdomsproffs i Gretna samt Falkirk.

## Fotbollskarriären
Erik Schultz-Eklund föddes i Avesta men flyttade som tolvåring till Cockermouth i England. När Schultz-Eklund var 18 år gammal gick han till den skotska klubben Gretna med ungdomskontrakt. Trots det fanns han med i A-lagstruppen fem-sex tillfällen när klubben spelade i den skotska högsta ligan, varav ett inhopp. Gretna gick dock i konkurs i slutet av 2008 och Schultz-Eklund sökte sig till Falkirk där han togs in men helt utan speltid. När hans bror flyttade hem till Sverige sommaren 2009 valde Erik Schultz-Eklund att följa med honom och han började i Falu FK. Där spelade Schultz-Eklund säsongen ut och började 2010 spela för Avesta AIK.

### Misshandeln 2014
Den 25 oktober 2014 misshandlade Erik Schultz-Eklund Strömsbergs IF:s spelare Mattias Hall under en match så att denne bröt okbenet. Händelsen ledde till att Schultz-Eklund stängdes av från fotbollsspel i 2,5 månader. Tingsrätten fastslog villkorlig dom in form av samhällstjänst och skadestånd på 24 000 kr till Mattias Hall.